# 陰核
陰核（いんかく、英: Clitoris）は、哺乳類における雌（女性）の外性器に備わる小さな突起物の名称である。陰梃（いんてい）とも呼ばれる。発生学的には男性における陰茎に相当する。男性の生殖器と同様に充血して膨張し、硬さが出てくる（陰核の勃起）。先端の陰核亀頭は成人女性で約5-7mmほどの大きさであり、亀頭部に刺激が与えられると性的興奮を感じる。英語のクリトリスは、ギリシア語におけるクレイトリス（κλειτορίς, kleitoris）に由来し、鍵またはネジのような封じるものを意味するクレイス（κλείς）を語源とする。

## 構造
女性器の上部にある器官である。陰核の大部分は体内にあり、男性のペニス同様に海綿体組織である細長い陰核体および陰核亀頭から成る。
大きさ
成人女性では、陰核体の上端から陰核亀頭先端までの長さは通常3 - 5cmほどであるが個人差が大きく、稀な例では幼小児の陰茎ほどにもなる。陰核体から左右の陰唇内部に続くやや大きな海綿体組織（陰核脚）も、陰核の一部と見なしてよく、それは全体で10cm前後もの比較的大きな生殖器官となる。
亀頭部
陰核亀頭は小陰唇が合わさるところにあり、性感を得る陰部神経終末が高密度に分布している性感帯である。亀頭部の色はピンクから暗褐色まで様々であり、性的興奮により変化する。陰核亀頭のサイズは個人差もあるが、成人女性で5 - 7mmくらいである。
陰核亀頭と陰核包皮の間には恥垢が溜まりやすく、不潔にしておくと炎症を起こすことがある。
包皮
男性のペニスの場合と同様に、陰核亀頭が包皮に覆われ完全に露出していない状態を包茎と呼ぶ場合がある。成人女性では通常、亀頭部は包皮や陰唇によって保護されており、性交時などの場合にのみ露出する、いわゆる仮性包茎の状態であることが多い。しかし、一部の女性は陰核の露出が極めて困難な、いわゆる真性包茎の状態である場合がある。性交時に痛みを感じる場合や不衛生になり炎症を起こしやすい場合や、不感症気味の場合などは、包皮切除手術等の治療が必要である。

## 機能
陰核は存在場所とその構造上、胎内での発生過程から性的興奮を高めるためにのみ特化した器官と考えられ、相同器官である男性のペニス（陰茎）が泌尿器および生殖器としての両方の機能があるのと大きく異なっている。時折誤解されるが、女子の尿道口は陰核とは独立して存在するため、陰核には泌尿器としての機能はない。男性のペニスと同様、陰核も心理的あるいは直接的な刺激による、性的興奮により充血し勃起する。
前述の通り泌尿器としての機能はないものの、尿道口とは至近距離に存在するため、間接的に排尿に関連した反応や症状が発生しうる。例えば、ごく稀に排尿後に尿道口に付着した尿をトイレットペーパーなどで拭き取ったり、ビデにより洗い流している際に、紙の摩擦やビデの水流が偶然陰核を刺激し、性感を覚えてしまう場合がある。また、マスターベーションの際に不潔な手指で陰核を刺激することで、尿道口に雑菌が侵入し、尿路感染症を引き起こす可能性も考えられる。野外で排尿した場合など排尿後にトイレットペーパー等を使用しなかった場合、外陰部が尿で濡れたまま下着を履き直すことになるため必然的に陰核も蒸れたまま放置されることになる。このため、陰核もまた雑菌が繁殖しやすい環境となり、陰裂内の他の組織同様炎症を起こしやすい状態になる。
勃起
勃起時には陰核体や陰核亀頭は膨張し固くなる。また、陰唇内部の海綿体や小陰唇も充血・膨張する。
オーガズム
一定の性的刺激が継続すると、やがてオーガズム（性的興奮の最高潮）に達する。
男性のペニス同様、睡眠時（レム睡眠）に性的興奮とは関係なく勃起することが知られている。心理的な性的刺激によっても勃起する。身体的な性的刺激は、クンニリングスや陰核亀頭を擦ったりする事が挙げられる。
肥大
陰核はペニス同様男性ホルモンの濃度に敏感な組織であり、多嚢胞性卵巣や副腎皮質過形成、薬物投与（アナボリックステロイドを使用した女性ボディービルダーなど）等で肥大する。

## 各国地域の風習

### 中世ヨーロッパの迷信
中世、キリスト教社会では女性の性的快楽は禁止された。貞節な女性には陰核がないと信じられていたようである。1593年の魔女裁判で、裁判官（男性）は被告（女性）の陰部を詳細に観察し、陰核をついに見いだした。そして裁判官はそれを「悪魔の乳首」と信じ、有罪を宣告した。

### アフリカの切除風習
宗教的、民族的な習慣として、陰核の一部または全部を切除する行為が多くの民族に見られる。現在でもいくつかの民族においてこの習慣は残っており、女性への重大な人権侵害であるとして問題視されている。